# Helictopleurus dorbignyi
Helictopleurus dorbignyi är en skalbaggsart som beskrevs av Olivier Montreuil 2005. Helictopleurus dorbignyi ingår i släktet Helictopleurus och familjen bladhorningar. Inga underarter finns listade i Catalogue of Life.